# راسيل بورتون رينولدز
راسيل بورتون رينولدز (بالإنجليزية: Russell Burton Reynolds)‏ هو عسكري أمريكي، ولد في 24 ديسمبر 1894 في داندي في الولايات المتحدة، وتوفي في 7 ديسمبر 1970.